# Poids lourds (nouvelle)
Pour les articles homonymes, voir Poids lourds et Poids (homonymie).
Poids lourds (titre original : Trucks) est une nouvelle de Stephen King qui fait partie du recueil Danse macabre publié en 1978. Elle est parue pour la première fois en 1973 dans le magazine Cavalier.

## Résumé
Le narrateur et cinq autres personnes (un cuisinier, un routier, un représentant, un jeune homme prénommé Jerry et sa petite amie), sont piégés dans un relais routier par des camions qui agissent de leur propre chef et tuent toute personne croisant leur route. La radio ne fonctionne pas et le représentant est rapidement tué en tentant de fuir. La situation des survivants s'aggrave lorsque l'électricité est coupée. Le narrateur et Jerry manquent se faire écraser lors d'une tentative pour aller chercher de l'eau potable aux toilettes extérieures. Le groupe reprend espoir lorsqu'un camion tombe en panne sèche mais les camions leur envoient en klaxonnant un message en morse pour que quelqu'un vienne leur servir de l'essence aux pompes.
Le groupe refuse et un bulldozer s'attaque alors au bâtiment. Le narrateur et Jerry le détruisent avec des cocktails Molotov mais le bâtiment subit de lourds dégâts et Jerry et le routier sont tués lors de l'assaut. Les trois survivants accèdent alors à la demande des machines. Le narrateur fait le plein à des camions pendant des heures alors que la file d'attente s'allonge toujours et imagine un monde que les machines vont remodeler, obligeant les humains à travailler comme des esclaves dans des chaînes de montage. Il voit passer deux avions dans le ciel et se demande s'il y a quelqu'un aux commandes.

## Thèmes
Comme d'autres récits de Stephen King, dont Petits Soldats qui figure dans le même recueil, cette nouvelle prend racine dans la « peur des machines qui se rebellent contre leurs créateurs ». Ici, les machines asservissent les humains et les obligent à les entretenir pour assurer leur survie, King suggérant que les humains, dans leur quête d'invention de machines destinés à leur faciliter la vie, sont eux-mêmes devenus les esclaves de leurs créations.

## Adaptations
Poids lourds a été adapté au cinéma en 1986 sous le titre Maximum Overdrive. Le film, seule expérience de Stephen King en tant que réalisateur, s'est soldé par un cuisant échec à la fois commercial et critique.
En 1997, la nouvelle a été adaptée une deuxième fois sous forme de téléfilm et sous le titre Trucks : Les Camions de l'enfer.